# 僕はキスで嘘をつく
『僕はキスで嘘をつく』（ぼくはキスでうそをつく、Mysterious Honey）は、藤間麗による日本の漫画作品。
『Cheese!』（小学館）にて2008年6月号から12月号まで連載された。単行本は全2巻。

## あらすじ
放課後、図書室で読書をするのを日課としている銘子は、ある日窓際でつい居眠りをしてしまう。そこへ人の気配がし、誰かにキスをされた。驚いて目を覚まし周りを探すと、近くにいたのは女子からモテる2人の先輩、クラスメイト、下級生の4人がいた。一体私にキスをしたのは誰?

## 登場人物
北園 銘子（きたぞの めいこ）
本、特にミステリーが好きな高校2年生。ほぼ毎日放課後に図書館へ寄っていく。吊り目がコンプレックス。
篠田 忍（しのだ しのぶ）
女子にモテる3年生。図書委員。性格は軽いが正義感は強い。
御子柴 京一郎（みこしば きょういちろう）
女子にモテる3年生。クールなメガネ男子。「『アイツ』がキスするのを見た」と話す。
最上（もがみ）
銘子に好意を寄せるクラスメイト。陸上部員。
蜂屋（はちや）
タレ目が可愛い1年生。陸上部員。

## 単行本同時収録
ソプラノ
『Cheese!』2006年1月号増刊
父親の仕事の都合で中途半端な時期に転校し、なかなか友達ができず悩んでいた知美。一人でお弁当を食べる知美の寂しさを癒してくれるのは、どこからともなく聞こえてくる美しいソプラノの歌声だった。彼女と友達になりたいと「ソプラノの君」と名付け探し始めた知美は、一人の男子生徒と知り合い親しくなり、次第に好意を持ち始める。肝心の「ソプラノの君」は依然として見つからないが、それらしき女の子に目星を付ける。だが、彼もまた「ソプラノの君」のことを好きなのではと考え始め……。
杏奈の髪が長い理由（ワケ）
『Cheese!』2006年9月号増刊
失恋する度に髪を切ってきた杏奈。3年前、10歳年上の美容師・尋之に恋をし始めた時から伸ばし続けている長い黒髪は、杏奈の想いの強さの象徴だが……。
はっかドロップス
『Cheese!』2006年5月号増刊
突然キスをしてきた高階となし崩し的に付き合い始めた晴子。色気もデリカシーも無い始まり方だったが、ずっと高階のことを好きだった晴子にとっては、棚ぼた的な幸運だった。

## 書誌情報
- 藤間麗 『僕はキスで嘘をつく』 小学館〈フラワーコミックス〉 全2巻
  1. 2008年09月26日発売、ISBN 978-4-09-132019-3、「ソプラノ」収録
  2. 2008年12月24日発売、ISBN 978-4-09-132154-1、「杏奈の髪が長い理由」「はっかドロップス」「黎明のアルカナ」設定ラフ画収録